# Cachapoal (provins)
Provincia de Cachapoal är en provins i Chile.   Den ligger i regionen Región de O'Higgins, i den södra delen av landet, 100 km söder om huvudstaden Santiago de Chile.
Kommuner i provinsen:

- Codegua
- Coinco
- Coltauco
- Doñihue
- Graneros
- Las Cabras
- Machalí
- Malloa
- Olivar
- Peumo
- Pichidegua
- Quinta de Tilcoco
- Rancagua
- Requínoa
- Rengo
- Mostazal
- San Vicente de Tagua Tagua

Trakten runt Provincia de Cachapoal består till största delen av jordbruksmark. Runt Provincia de Cachapoal är det ganska glesbefolkat, med 23 invånare per kvadratkilometer.